# Elaphria
Elaphria is een geslacht van vlinders van de familie Uilen (Noctuidae), uit de onderfamilie Hadeninae.

## Soorten
- E. acaste Herrich-Schäffer, 1869
- E. agrotina Guenée, 1852
- E. agyra Druce, 1890
- E. albiviata Hampson, 1909
- E. algama Schaus, 1904
- E. andersoni Schaus, 1940
- E. antica Walker, 1856
- E. aphronistes Dyar, 1920
- E. apicalis Schaus, 1898
- E. atrisecta Hampson, 1909
- E. atrisigna Hampson, 1909
- E. barbarossa Hampson, 1909
- E. basistigma Walker, 1858
- E. bastula Schaus, 1906
- E. bertha Schaus, 1898
- E. bogotana Felder, 1874
- E. cadema Schaus, 1898
- E. callopistrica Hampson, 1909
- E. castrensis Schaus, 1904
- E. cenicienta Dognin, 1897
- E. cohaerens Schaus, 1911
- E. commacosta Dyar, 1914
- E. conjugata Moore, 1881
- E. convexa Forbes, 1944
- E. costagna Schaus, 1904
- E. costipuncta Schaus, 1904
- E. cuprescens Hampson, 1909
- E. chalcedonia Hübner, 1808
- E. chionopis Druce, 1908
- E. chlorozona Jones, 1908
- E. delenifica Schaus, 1911
- E. deliriosa Walker, 1857
- E. deltoides Möschler, 1880
- E. devara Druce, 1898
- E. discisigma Hampson, 1914
- E. ditrigona Jones, 1908
- E. editha Schaus, 1898
- E. encantada Hayes, 1975
- E. ensina Barnes, 1907
- E. exesa Guenée, 1852
- E. festivoides Guenée, 1852
- E. fissistigma Hampson, 1898
- E. flaviorbis Dognin, 1907
- E. fuscimacula (Grote, 1881)
- E. georgei Moore & Rawson, 1939
- E. goyensis Hampson, 1918
- E. grata Hübner, 1827
- E. haemassa Hampson, 1909
- E. hemileuca Jones, 1908
- E. hypophaea Hampson, 1920
- E. insipida Dognin, 1897
- E. interstriata Hampson, 1909
- E. ipsidomo Dyar, 1914
- E. isse Schaus, 1914
- E. ixion Schaus, 1914
- E. jalapensis Schaus, 1894
- E. jonea Schaus, 1906
- E. langia Druce, 1890
- E. lentilinea Hampson, 1909
- E. leucomela Dognin, 1907
- E. leucostigma Druce, 1908
- E. ligata Möschler, 1890
- E. lithodia Schaus, 1904
- E. lithotela Dyar, 1914
- E. malaca Schaus, 1911
- E. marmorata Schaus, 1894

- E. mastera Schaus, 1904
- E. medioclara Schaus, 1911
- E. melanodonta Dognin, 1914
- E. mesoleuca Dognin, 1914
- E. mesomela Dognin, 1907
- E. micromma Dyar, 1914
- E. miochroa Jones, 1908
- E. monyma Druce, 1889
- E. nephrosticta Druce
- E. niveiplaga Schaus, 1898
- E. niveopis Dyar, 1912
- E. nucicolora Guenée, 1852
- E. obliquirena Hampson, 1909
- E. olivescens Dognin, 1916
- E. optata Schaus, 1911
- E. orbiculata Schaus, 1898
- E. pallescens Hampson, 1909
- E. pectinata Herrich-Schäffer, 1868
- E. perigiana Schaus, 1911
- E. phaeopera Hampson, 1909
- E. phaeoplaga Jones, 1908
- E. phalega Schaus, 1940
- E. phlegyas Schaus, 1914
- E. plectilis (Guenée, 1852)
- E. polyporia Dyar, 1919
- E. polysticta Jones, 1908
- E. proleuca Hampson, 1909
- E. promiscua Möschler, 1890
- E. pulchra Druce, 1889
- E. pulida Dognin, 1897
- E. punctula Schaus, 1906
- E. purpusi Draudt, 1926
- E. regressa Möschler, 1880
- E. renipes Schaus, 1911
- E. repanda Schaus, 1904
- E. rubripicta Hampson, 1909
- E. rubrisecta Hampson, 1909
- E. sanctanna Guenée, 1852
- E. semirufa Druce, 1908
- E. statiuncula Möschler, 1880
- E. stelligera Schaus, 1894
- E. stenelea Schaus, 1904
- E. stenonephra Hampson, 1909
- E. streptisema Hampson, 1914
- E. stygiata Hampson, 1909
- E. subobliqua Walker, 1858
- E. subrubens Guenée, 1852
- E. targa Schaus, 1898
- E. tenebrosa Dognin, 1907
- E. teniufascia Hampson, 1918
- E. thionaris Schaus, 1904
- E. thoracica Schaus, 1898
- E. trifissa Hampson, 1909
- E. trolia Dyar, 1914
- E. venustula

Gemarmerd heide-uiltje (Hübner, 1790)
- E. versicolor Grote, 1874
- E. villicosta Walker, 1858
- E. virescens Schaus, 1904
- E. vittifera Hampson, 1909